# 2024年パリパラリンピックのシエラレオネ選手団
2024年パリパラリンピックのシエラレオネ選手団は、2024年8月28日から9月8日までフランスのパリで開催された2024年パリパラリンピックシエラレオネ選手団の名簿。

## 選手団
- 人員: 選手 1人
- 開会式旗手: ジョージ・ウィンダム

## 種目別選手・スタッフ名簿及び成績

### 陸上
| 選手                 | 種目           | 結果      | 順位 |
| -------------------- | -------------- | --------- | ---- |
| ジョージ・ウィンダム | 男子やり投 F57 | 15.07m PB | 11位 |